# Samaria
Pour les articles homonymes, voir Agnes Samaria et Gorges de Samaria.
Pour plus de détails, voir Fiche technique et Distribution.
Samaria (사마리아) est un film sud-coréen réalisé par Kim Ki-duk, sorti en 2004.

## Synopsis
Jae-yeong est une jeune fille encore insouciante : désireuse de s'envoler pour l'Europe, elle n'a pas trouvé de moyen plus simple et plus rapide que la prostitution pour parvenir sans mal à ses fins. Elle prend le tout avec calme et naïveté, bientôt convaincue d'être capable, à l'image de prostituées légendaires, d'apporter bonheur et félicité à ses nombreux clients. Yeo-jin, sa meilleure amie mais aussi sa plus proche collaboratrice, voit bientôt d'un très mauvais œil les esquisses de relations que Jae-yeong tente de tisser avec ces hommes traversant épisodiquement sa vie.

## Fiche technique
- Titre : Samaria
- Titre original : 사마리아
- Titre anglais : Samaritan Girl
- Réalisation : Kim Ki-duk
- Scénario : Kim Ki-duk
- Musique : Park Ji et Park Ji-woong
- Photographie : Seon Sang-jae
- Montage : Kim Ki-duk
- Production : Baek Jeong-min, Kim Dong-joo
- Société de production : Kim Ki-duk Film
- Société de distribution : Bac Films (France)
- Pays :  Corée du Sud
- Genre : Drame
- Durée : 97 minutes
- Format : Couleurs - 1,85:1 - Dolby Surround - 35 mm
- Dates de sortie : 
  -  Corée du Sud : 5 mars 2004
  -  France : 27 octobre 2004

## Distribution
- Kwak Ji-min : Yeo-jin
- Seo Min-jeong : Jae-yeong
- Lee Eol : Yeong-ki
- Kwon Hyun-min : Le vendeur
- Oh Young : Le musicien
- Im Gyun-ho : Le type soigneux
- Lee Jong-gil : Le gars heureux
- Shin Taek-ki : Le suicidé
- Park Jung-gi : La vicitime du meurtre
- Kim Gul-seon : Le second vendeur
- Seo Seung-won : L'homme dans ses années 1930
- Yoo Jae-ik : Le piéton
- Jung In-gi : Ki-su
- Jeon Jin-bae : Le premier policier
- Yook Sae-jin : Le second policier

## Commentaire
Critique d'une prostitution taboue en Corée, où l'éducation sexuelle des jeunes est proche du néant, le film joue sur l'ambiguïté de la relation entre les deux amies pour mieux interpeller le spectateur. Que se passe-t-il vraiment dans l'esprit torturé de ces jeunes filles ?
Comme d'habitude chez Kim Ki-duk, la vision de la femme dans la société peut porter à controverse.

## Autour du film
- Le cinéaste précise ses intentions : En Corée, lorsque vous regardez les informations à la télévision, les faits sont pratiquement toujours relatés de la façon suivante : les hommes qui sont coupables sont représentés comme des êtres diaboliques, et les filles sont traitées comme de pauvres victimes innocentes. Certains hommes se sont véritablement suicidés à cause de ce genre de scandale. Dans mon film, j'ai voulu interpréter cela de manière différente. J'ai cherché à donner les raisons qui avaient poussé ces hommes à agir de la sorte et à moins montrer les filles comme des victimes.
- Le cinéaste revient sur la violence de certaines scènes de ses films : Cette violence que l'on voit dans mes films représente une partie de la réalité de la société coréenne. Je n'invente rien. La plupart de mes scénarios s'inspirent de ma propre expérience (...) Concernant les scènes de claques de Samaria, j'ai dû m'en donner une à moi-même (...) pour leur montrer l'exemple. Je leur demande ensuite si ça leur pose un problème de faire la même chose. M'ayant vu agir de la sorte, ils se sentent obligés d'en faire autant.
- Le thème de la prostitution est récurrent dans l'œuvre de Kim Ki-duk. Dans The Birdcage Inn, son troisième film, le cinéaste contait déjà le parcours d'une jeune prostituée qui arrive dans une auberge et bouleverse la vie de ses habitants, puis dans Bad Guy, il décrivait la relation complexe entre un gangster proxénète et une jeune étudiante. Ainsi que dans L'Île où l'héroïne se prostitue parfois.
- Le réalisateur officia également en tant que producteur exécutif, monteur et chef décorateur sur le film.

## Récompenses
- Nomination à l'Ours d'or, lors du Festival international du film de Berlin 2004.
- Ours d'argent (meilleur réalisateur), lors du Festival international du film de Berlin 2004.